# 穂足村
穂足村（ほたりむら）は山梨県北巨摩郡にあった村。
現在の北杜市南東部、釜無川・須玉川左岸、塩川右岸、北杜市役所と中央自動車道須玉インターチェンジの周辺にあたる。

## 地理
- 河川：釜無川、塩川、須玉川

## 歴史
- 1874年（明治7年）10月 - 巨摩郡大蔵村・藤田村・大豆生田村が合併して穂足村となる。
- 1878年（明治11年）7月22日 - 郡区町村編制法の施行により、穂足村が北巨摩郡の所属となる。
- 1889年（明治22年）7月1日 - 町村制の施行により、穂足村が単独で自治体を形成。
- 1955年（昭和30年）3月31日 - 若神子村・多麻村・津金村と合併して須玉町が発足。同日穂足村廃止。

## 交通
現在は旧村域に中央自動車道の須玉インターチェンジが所在するが、当時は未開通。

### 道路
- 国道141号